# Марокко на летних Олимпийских играх 1988
Марокко принимала участие в Летних Олимпийских играх 1988 года в Сеуле (Республика Корея) в седьмой раз за свою историю, и завоевала одну золотую и две бронзовые медали.

## Золото
- Лёгкая атлетика, мужчины, 10000 метров — Брахим Бутайеб.

## Бронза
- Лёгкая атлетика, мужчины, 800 метров — Саид Ауита.
- Бокс, мужчины — Абдельхак Ашик.